# Пінчук Віктор Іванович
Ві́ктор Іва́нович Пінчу́к — український військовик, старший солдат Збройних сил України, учасник російсько-української війни.

## Нагороди
Указом Президента України № 473/2015 від 13 серпня 2015 року «за особисту мужність і високий професіоналізм, виявлені у захисті державного суверенітету та територіальної цілісності України, вірність військовій присязі» — нагороджений орденом «За мужність» III ступеня.